# اسپانیایی‌زبان

کشورهایی که اسپانیایی‌زبان رسمی آن‌هاست.
کشورها و مناطقی که اسپانیایی بدون اینکه زبان رسمی باشد زبان عمومی است.

کشورهای اسپانیایی‌زبان کشورهایی هستند که در آن‌ها زبان اسپانیایی زبان رسمی اول کشور، یا زبان ملی یا پرکاربردترین زبان بین مردمان آن کشور است. در فارسی معمولاً به این کشورها، کشورهای لاتین گفته می شود.
اکثر این کشورها در آمریکای مرکزی و آمریکای جنوبی قرار دارند. اکثر کشورهای اسپانیایی‌زبان در گذشته توسط دریانوردان اسپانیایی کشف یا فتح شده‌اندودر بعضی از آن‌ها نیز به سبب فعالیت مبلغین مذهبی اسپانیایی،این زبان گسترش پیدا کرده‌است.

## کشورهای اسپانیایی زبان
| کشور         | جمعیت (۲۰۰۹) |
| ------------ | ------------ |
| کلمبیا       | ۴۵٬۶۴۴٬۰۲۳   |
| اسپانیا      | ۴۰٬۵۲۵٬۰۰۲   |
| پرو          | ۲۹٬۵۴۶٬۹۶۳   |
| ونزوئلا      | ۲۶٬۸۱۴٬۸۴۳   |
| اکوادور      | ۱۴٬۵۷۳٬۱۰۱   |
| گواتمالا     | ۱۳٬۲۷۶٬۵۱۷   |
| کوبا         | ۱۱٬۴۵۱٬۶۵۲   |
| بولیوی       | ۹٬۷۷۵٬۲۴۶    |
| هندوراس      | ۷٬۷۹۲٬۸۵۴    |
| السالوادور   | ۷٬۱۸۵٬۲۱۸    |
| پاراگوئه     | ۶٬۹۹۵٬۶۵۵    |
| کاستاریکا    | ۴٬۲۵۳٬۸۷۷    |
| پاناما       | ۳٬۳۶۰٬۴۷۴    |
| گینه استوایی | ۶۳۳٬۴۴۱      |

| کشور      | جمعیت (۲۰۱۰) |
| --------- | ------------ |
| پورتوریکو | ۳٬۷۲۵٬۷۸۹    |

| کشور            | جمعیت (۲۰۰۹) |
| --------------- | ------------ |
| مکزیک           | ۱۱۱٬۲۱۱٬۷۸۹  |
| آرژانتین        | ۴۰٬۹۱۳٬۵۸۴   |
| شیلی            | ۱۶٬۶۰۱٬۷۰۷   |
| جمهوری دومینیکن | ۹٬۶۵۰٬۰۵۴    |
| نیکاراگوئه      | ۵٬۸۹۱٬۱۹۹    |
| اروگوئه         | ۳٬۴۹۴٬۳۸۲    |

| کشور               | جمعیت (۲۰۰۹) |
| ------------------ | ------------ |
| جنوبگان آرژانتین   | ۱۹۰          |
| قلمرو جنوبگان شیلی | ۱۶۵          |